# Watarai
Watarai (japanska: 度会町?, Watarai-chō) är en landskommun (köping) i Mie prefektur i Japan.  